# 貝雷佐韋 (奧布希夫區)
50°8′36″N 30°31′24″E / 50.14333°N 30.52333°E
貝雷佐韋（烏克蘭語：Березове）是位於烏克蘭北部的村莊，由基辅州奧布希夫區的科津市鎮負責管轄。該村始建於1700年，面積0.02平方公里，海拔高度134米，2001年人口43，人口密度每平方公里2,687.5人。